# Ivan Bartoš
Pour les articles homonymes, voir Bartoš.
Ivan Bartoš, né le 20 mars 1980 à Jablonec nad Nisou, est un architecte logiciel, activiste, homme politique tchèque.
Président du Parti pirate tchèque de 2009 à 2014 et depuis 2016, il est membre de la Chambre des députés depuis 2017. Il est vice-président du gouvernement tchèque chargé du Numérique et ministre du Développement régional entre 2021 et 2024.

## Biographie
Ivan Bartoš est né le 20 mars 1980, à Jablonec nad Nisou, une station de sports d'hiver dans le Nord de la Bohême, en Tchéquie. Il fait des études en science de l'information et bibliothéconomie à l'Université Charles de Prague et participe à un programme d'échange scolaire à l'université de La Nouvelle-Orléans. Par la suite, Ivan Bartoš travaille dans l'informatique et sera élu président du Parti pirate tchèque en octobre 2009,.
Ivan Bartoš mène le parti à ses premières élections législatives tchèque en 2010. Les Pirates obtenant 0.8% du résultat du vote, le seuil ne sera pas atteint pour obtenir un siège à la Chambre des députés.
Ivan Bartoš mène de nouveau le parti Pirate aux élections législatives de 2013. Le Parti pirate tchèque obtient cette fois 2,66 %, toujours en dessous du seuil de 5 %.
Ivan Bartoš mène la liste Pirate pour les élections européennes de 2014, mais le parti manque de peu le seuil de 5 %, obtenant 4,78 %. En juin 2014, Il démissionne de ses responsabilité à la tête du Parti pirate tchèque. Il sera de nouveau élu à la tête du parti deux ans plus tard, en 2016 et mène la liste du parti aux élections législatives de 2017, obtenant cette fois 10,8 % des votes nationaux hissant le parti à la troisième place des forces politiques à la Chambre des députés, avec 22 des 200 sièges. Il préside le comité d'administration du développement régional depuis novembre 2017.
Ivan  Bartoš est confirmé à la tête du parti Pirate tchèque en 2018 et mène le parti aux élections municipales tchèques de 2018. Cette élection verra notamment la victoire de la liste du parti Pirate à Prague et ainsi Zdeněk Hřib, devenir maire de la ville. En 2019, Ivan Bartoš fait campagne pour les élections européennes en support à la liste du Parti Pirate menée par Marcel Kolaja. Le parti obtiendra 13.95 %, entrant ainsi au Parlement européen avec trois représentants.
En janvier 2020, Ivan Bartoš est réélu à la tête du parti Pirate. En décembre 2020, il est choisi pour mener la coalition politique du Parti pirate tchèque et du parti des Maires et Indépendants (STAN) pour les élections législatives tchèques de 2021,.

## Vie personnelle

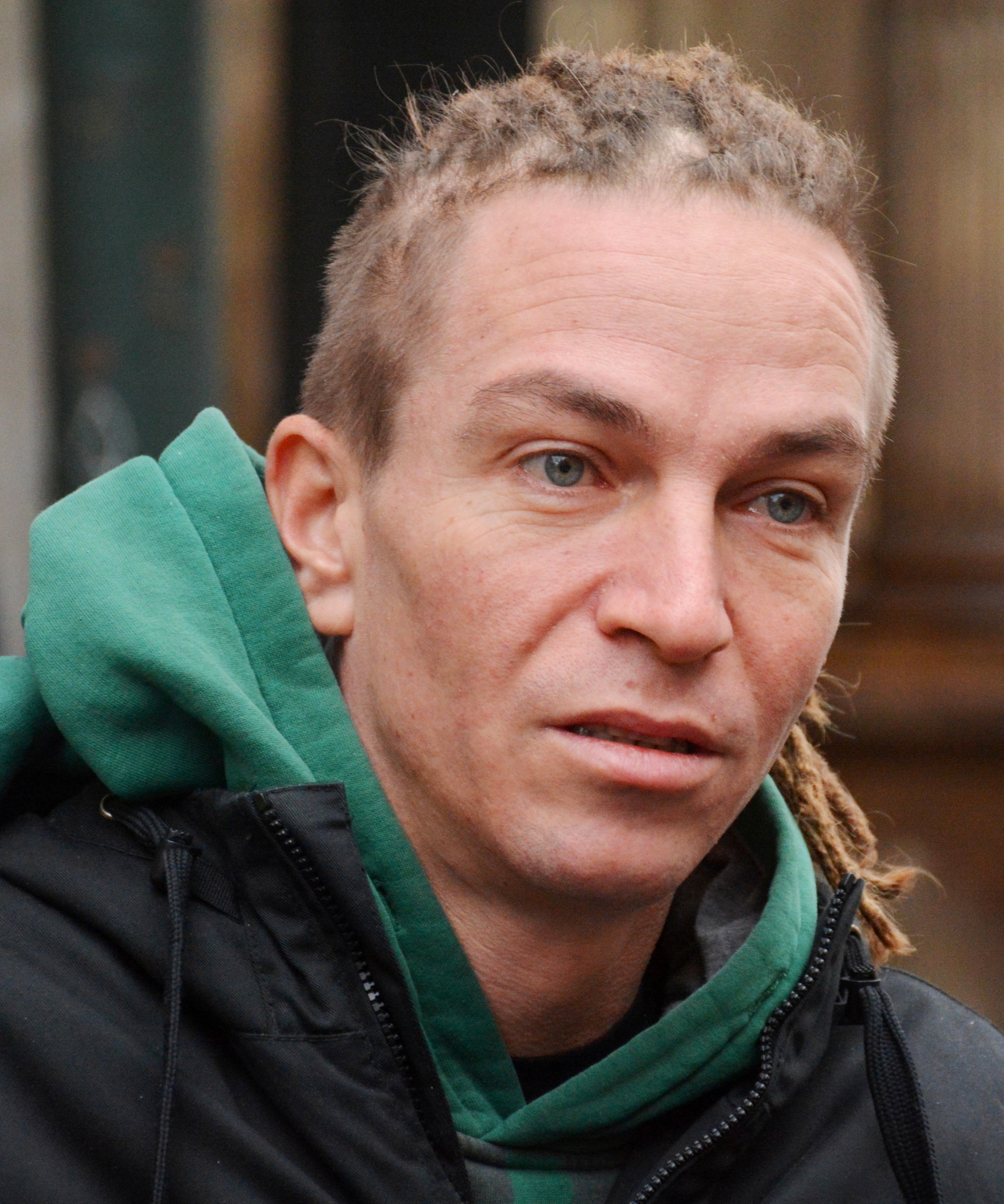
Ivan Bartoš en 2017

Il est membre de l'Église hussite tchèque, et est marié depuis 2015. Il a supporté des mouvements anti-fascistes et est pacifiste. Ivan Bartoš participe à la culture du "do it yourself", joue de l'accordéon, et jouait de l'orgue durant sa jeunesse.